# Tensfeld
Tensfeld là một đô thị ở huyện Segeberg, bang Schleswig-Holstein Segeberg, ở bang Schleswig-Holstein, Đức. Đô thị Tensfeld có diện tích 7,64 km², dân số thời điểm ngày 31 tháng 12 năm 2006 là 722 người.